# Harcos
Harcos (1899-ig Zboj, szlovákul: Zboj) község Szlovákiában, az Eperjesi kerület Szinnai járásában.

## Fekvése
Szinnától 40 km-re északkeletre, az ukrán határ mellett (külterülete a lengyel határt is eléri), a Zboji-patak partján fekszik.

## Története
1567-ben említik először, amikor a soltészjog alapján ruszinokkal telepítették be. A 17. század végéig a Drugeth család homonnai uradalmához tartozott, majd a 18. században a Csákyaké. 1715-ben 28 háza létezett. 1720-ban malom is működött a településen. 1787-ben már 71 ház állt a faluban.
A 18. század végén Vályi András így ír róla: „ZBOJ. Orosz falu Zemplén Várm. földes Ura Gr. Csáky Uraság, lakosai gör. katolikusok, fekszik d. Ulics Krivához 3/4, é. pedig Novoszeliczához 1/2 órányira; határja 2 nyomásbéli, hegyes, vőlgyes, kősziklás, sovány fejér agyagos, kavitstsal elegyes a’ földgye, leginkább zabot terem, középszerűen kevés árpát, kölest, tatárkát, és krompélyt; erdeje van, legelővel bővelkedik; piatza Homonnán, és Ungváron.”
A 19. században a Schmidegh család birtoka. 1828-ban 88 háza volt.
Fényes Elek 1851-ben kiadott geográfiai szótárában így ír a faluról: „Zboj, Zemplén v. orosz f. közel Gallicziához: 2 romai, 650 g. kath., 13 zsidó lak. Hegyes, erdős, sovány határ. Fenyves és bikkes erdő. 1064 h. szántóföld. Görög anya sz. egyház. Malom. F. u. gr. Schmindegg. Ut. p. Szobráncz.”
A 20. században a Lobkowitz családé volt. A század elején területén fűrészüzem létesült.
Borovszky Samu monográfiasorozatának Zemplén vármegyét tárgyaló része szerint: „Harczos, azelőtt Zboj. Ruthén kisközség 121 házzal és 832 gör. kath. vallású lakossal. Ung vármegye határán fekszik s postája, távírója és vasúti állomása Nagyberezna. A homonnai uradalom tartozéka volt s az újabb korban került a gróf Csákyak birtokába. Most herczeg Lobkovitz Rezsőnek van itt nagyobb birtoka, fűrészgyára és két csinos vadászlaka. Vidéke vonzó, vadregényes. Határában savanyúvíz-forrás bugyog. Czárinka, vagyis királyné nevű dűlőjének van talán valami történeti jelentősége. Gör. kath. temploma 1776-ban épült.”
1920 előtt Zemplén vármegye Szinnai járásához tartozott. Az első világháborúban a falu csaknem teljesen elpusztult. 1939 és 1944 között ismét Magyarországhoz tartozott. 1941-ben 80 helybeli vonult be a magyar hadseregbe. 1944-ben a falu zsidó lakosságát elhurcolták. A harcokban a falu súlyos károkat szenvedett, környékét teljesen elaknásították. Az aknamezőkön 21 lakos lelte halálát, 22-en pedig súlyosan megsebesültek.
A második világháború után 69 helybeli keresett Csehországban munkát, mások Kassára költöztek. 1945. november 23-án a falut banditák szállták meg és néhány lakost kivégeztek. A buszközlekedés 1947-ben indult meg. 1955-ben posta, 1960-ban iskola épült a településen. Az új templom 1966-ban épült.

## Népessége
| Év:            | 1994. | 2004.    | 2014.    | 2024.    |
| -------------- | ----- | -------- | -------- | -------- |
| Emberek száma: | 584   | 451      | 349      | 257      |
| Eltérés:       |       | -22,77 % | -22,61 % | -26,36 % |

| Év:            | 2023. | 2024.   |
| -------------- | ----- | ------- |
| Emberek száma: | 261   | 257     |
| Eltérés:       |       | -1,53 % |

1910-ben 1002, túlnyomórészt ruszin anyanyelvű lakosa volt.
2001-ben 488 lakosából 383 szlovák, 49 ruszin és 32 ukrán volt.
2011-ben 387 lakosából 231 szlovák, 123 ruszin és 11 ukrán volt.

## Nevezetességei
- A falunak 1706-ban épített, Szent Miklós püspök tiszteletére szentelt ortodox fatemploma volt, melyet 1966-ban a bártfai falumúzeumba szállítottak. Új, téglából épített temploma ekkor épült a régi helyett.

## Híres személyek
- Itt született 1764-ben Petr Dmitrijevics Lodij ruszin jogász és filozófus.